# Обучение к тесту
«Обучение к тесту» — это разговорный термин для любого метода обучения,которого в значительной степени сосредоточен на подготовке учащихся тесту .
Противники этой практики утверждают, что она заставляет учителей ограничивать учебную программу определенным набором знаний или навыков, чтобы повысить успеваемость студентов на обязательном тестировании. Это приводит к нездоровой концентрации на чрезмерном повторении простых, изолированных навыков ("зубрежка") и ограничивает способность учителя способствовать глобальному пониманию учебного материала. Поскольку  экзамены (обязательное тестирование) влияют на каждое решение учителя, они часто вынуждены учить для хороших результатов, а не для реального образовательного процесса. Это может лишить обучение страсти и смысла, поскольку студентам преподают информацию из урезанной учебной программы. Это был бы пример закона Кэмпбелла, общего принципа, согласно которому социальный индикатор искажает процесс, который он предназначен контролировать. Кроме того, противники утверждают, что учителя, которые занимаются этим, обычно являются учителями ниже среднего уровня. Некоторые исследования предполагают, что обучение для теста неэффективно и часто не достигает своей основной цели - повышения оценок студентов.

## Деятельность
Обычный метод обучения тесту состоит в том, чтобы дать конкретную информацию, а затем проверить ее в конце каждого семестра/четверти. Как правило, это проверка механических действий и заученных фактов, а не понимания или логического мышления.  Обучение тесту также часто используется для обучения навыкам, например, для набора текста или легкой атлетики; в этом контексте преподавание теста является доминирующей практикой. 
Преподавание теста может исказить истинное обучение учащихся. Например, учащиеся, которые выучили словарные слова для теста по чтению, получат хорошие оценки, даже если они не могут использовать широкий словарный запас. В математике учащиеся, обученные только вопросам, подобным тестам, часто не могут правильно ответить на вопросы, которые оценивают тот же навык или понятие по-разному. По словам Крейга Джеральда, одно исследование показало, что в округе, который в значительной степени полагался на заучивание заданий, 83 процента учащихся выбрали правильный ответ на вопрос с несколькими вариантами ответов «87 - 24 =». Однако только 66 процентов смогли правильно ответить на эквивалентный не отученный вопрос «Вычесть 24 из 87». 
Закон «Ни одного отстающего ребенка», в котором гораздо больше внимания, чем раньше, уделялось оценке эффективности школ с помощью стандартизированных тестов, гипотетически можно было бы считать шагом в неправильном направлении для школьного образования в США. Преподавание теста часто подвергается критике со стороны ученых и педагогов, в то время как его критики утверждают, что учащиеся, которых просто обучают тесту, не могут достичь прочного и действительно всестороннего понимания предмета. Даже если учащиеся набирают более высокие баллы на тестах, что не подтвердили различные исследования,  критики беспокоятся, что учащиеся могут не усвоить ключевые концепции предметной области,  поскольку преподавание на экзаменах сосредоточено на механическом запоминании, исключая развитие творческих навыков. и способности к абстрактному мышлению. По словам Ричарда Д. Каленбера, и учителя, и ученики тратят большую часть своего времени на зубрежку материалов для подготовки к экзаменам, несмотря на то, что мораль, эстетика, жизненные навыки и, в зависимости от амбиций ученика, творчество важнее для успеха. По мнению критиков, образовательные системы, основанные на стандартизированных тестах, на самом деле не обучают учащихся и не дают им возможности удовлетворять потребности своей будущей жизни. 
Также было показано, что такая практика снижает достоверность стандартизированных тестов и может создать неверный профиль достижений учащегося.  Доктор Луи Воланте, адъюнкт-профессор Университета Брока, заметил, что результаты тестов по многим причинам не обязательно являются достоверным показателем способностей студента. Некоторые учащиеся, которые осваивают учебные материалы в ходе выполнения домашних заданий или учебы, могут не добиться успеха в среде тестирования из-за отсутствия навыков прохождения теста. 
Старший корреспондент WNBC-TV Гейб Прессман выразил еще одну озабоченность по поводу обучения тестированию; контрольные показатели для стандартизированных тестов иногда могут зависеть от политического давления. Во многих случаях результаты тестов занижаются, чтобы достичь прогнозируемых цифр; в результате улучшение результатов стандартизированных тестов не всегда отражает реальный уровень навыков учащихся. 
У. Джеймс Пофэм, почетный профессор Высшей школы педагогических исследований Калифорнийского университета, также заявил, что стандартизированные тесты не являются равными условиями для студентов с разным уровнем подготовки. Экзамен с высокими ставками станет более сложной задачей для иностранных студентов, у которых, вероятно, были другие учебные материалы и методы обучения. Если в системе образования США по-прежнему будет преобладать преподавание на экзамене, процент отсева новых иммигрантов из курса обучения, вероятно, будет высоким. 

## Этика
Исследование 1989 года по обучению тестированию оценило этический «континуум» практики и выявило семь практических точек, от наиболее этичных до наименее этичных: 
1. Общая инструкция по местным задачам
2. Инструктаж по общим навыкам сдачи теста
3. Инструкция по целям, обычно измеряемым стандартными тестами
4. Инструкция по целям, характерным для используемого теста
5. Инструкция по целям, характерным для используемого теста и использующим тот же формат
6. Инструкция по использованию выпущенного теста или теста-клона, который повторяет формат и содержание используемого теста.
7. Инструкция по использованию теста, который будет использоваться до или во время проведения теста

Исследование пришло к выводу, что этическая граница находится между пунктами три и пять, причем пункты один и два являются этическими, а пункты шесть и семь - неэтичными. 

## На практике
Федеральный закон «Ни одного отстающего ребенка» в Соединенных Штатах расширил практику обучения тестированию из-за его акцента на стандартизированных результатах тестов; это особенно верно в отношении школ с учащимися из неблагополучных семей, которые в значительной степени зависят от государственного финансирования.  Курсы подготовки к экзаменам и подготовительные школы являются ограниченными примерами обучения тестированию.
1. ↑  Kohn, Alfie. The Case Against Standardized Testing. — Heinemann, 2000. — P. 8. — ISBN 0-325-00325-4.
2. ↑  Bond, Lloyd. Teaching to the Test. Carnegie Perspectives (via the University of Victoria). Дата обращения: 18 сентября 2010. Архивировано 18 ноября 2010 года.
3. ↑  Jerald, Craig. Teach to the Test? Just Say No. Reading Rockets. Дата обращения: 9 марта 2015. Архивировано 16 марта 2015 года.
4. ↑  Learning about Teaching: Initial Findings from the Measuring Effective Teaching Program (Report). Архивировано 16 декабря 2010. Дата обращения: 18 июля 2023.
5. 1 2 3  Volante, Louis (September 2004). Teaching to the Test: What Every Educator and Policy-Maker Should Know. Canadian Journal of Educational Administration and Policy (35). Архивировано 24 марта 2010. Дата обращения: 18 сентября 2010.
6. ↑  Kahlenber, Richard (3 августа 2009). The Problem for Low-Income Students. The New York Times. Архивировано 18 апреля 2012. Дата обращения: 21 апреля 2012.
7. ↑  Volante, Louis. Teaching To the Test: What Every Educator and Policy-maker Should Know. CJEAP (25 сентября 2004). Дата обращения: 21 апреля 2012. Архивировано 4 мая 2012 года.
8. ↑  Pressman, Gabe. Teaching to the Test and Charter Schools Won't Help Kids: Expert. NBC New York (31 марта 2010). Дата обращения: 21 апреля 2012. Архивировано 3 марта 2016 года.
9. ↑  Popham, James. Why Standardized Tests Don't Measure Educational Quality. Association for Supervision and Curriculum Development (март 1999). Дата обращения: 21 апреля 2012. Архивировано 12 июня 2022 года.
10. 1 2  Mehrens, W.A. (1989). Methods for Improving Standardized Test Scores: Fruitful, Fruitless or Fraudulent?. Educational Measurement: Issues and Practice. 8 (1): 14–22. doi:10.1111/j.1745-3992.1989.tb00304.x.

## Рекомендуется к прочтению
- Menken, Kate (Summer 2006). Teaching to the Test: How No Child Left Behind Impacts Language Policy, Curriculum, and Instruction for English Language Learners (PDF). Bilingual Research Journal. 30 (2): 521–546. doi:10.1080/15235882.2006.10162888. Дата обращения: 18 сентября 2010.
- Phelps, Richard P. (Autumn 2011). Teach to the Test?. The Wilson Quarterly. 35 (4): 38–42. Дата обращения: 2 января 2012.
- Phelps, Richard P. (May 2016). Teaching to the test: A very large red herring. Nonpartisan Education Review. 12 (1): 1–17.